# Korporativ velfærdsmodel
Den korporative (konservative) velfærdsmodel, som Gøsta Esping-Andersen kalder den, er den model der refererer til, at virksomheder og staten indgår i et tæt samarbejde. Begge parter er interesseret i at sikre borgerenes velfærdsniveau. Den konservative ideologi hentyder til at modellen skal tildele civilsamfundet (kirke, familie og venner) en central rolle. Familien er dem, der skal sørge for, tage sig af samfundets svageste. Har familien ikke rådighed, til at foretage sig opgaven, er den videresendt til forskellige organisationer, heriblandt kirkelige/statslige organisationer. I den korporative model har arbejdsmarkedstilknytning en central betydning. Borgere er for det meste forsikret gennem deres arbejdsplads. Sociale forsikringer er forpligtet på arbejdsmarkedet, dvs. at alle med et arbejde har sociale forsikringer, i tilfælde af fyring eller i form af sygeforsikring. Arbejdsløse borgere, der ikke har adgang til socialeydelser, bliver afhængige af familien. Det vil sige, at hvis et familie medlem har et job, så vil det have stor betydning for resten af familiens mulighed til at få service- og velfærdsydelser.